# سبحان خاقانی
سبحان خاقانی (زادهٔ ۷ بهمن ۱۳۷۸ در مشهد) بازیکن فوتبال اهل ایران است که در پست وینگر برای باشگاه فوتبال ذوب‌آهن در لیگ برتر خلیج فارس بازی می‌کند.

## عملکرد باشگاهی

### سیاه جامگان
وی فوتبال خود را از آکادمی سیاه جامگان آغاز کرد و سپس وارد بزرگسالان این تیم شد او ۶ بار برای این در لیگ برتر فوتبال ایران به میدان رفت.

### تراکتور
پس از سقوط سیاه جامگان به لیگ آزادگان وی با قراردادی به تیم تراکتور پیوست طی دو فصل حضورش در این تیم فقط دوبار به میدان رفت و عملکرد خوبی نداشت.

### استقلال
او در فصل ۱۴۰۰–۱۳۹۹ در زمان مربی گری محمود فکری به باشگاه استقلال پیوست؛ او در اولین بازی خودش در مقابل پدیده مشهد موفق شد اولین گل لیگ برتری خود را به ثمر برساند دومین گلش را نیز در نیم فصل همان سال در زمان مربی گری فرهاد مجیدی به ثمر رساند و مورد توجه هواداران این تیم قرار گرفت. وی مجموعاً ۳۳ بازی و ۲ گل برای استقلال به ثمر رسانده که به‌طور تفکیک شده ۲۵ بازی در لیگ برتر فوتبال ایران و به ثمر رساندن ۲ گل ۵ بازی در جام حذفی و ۳ بازی در لیگ قهرمانان آسیا کارنامه این بازیکن در این تیم است. خاقانی ۲۹ تیر ۱۴۰۰ در دقیقه ۷ بازی (استقلال_نفت مسجد سلیمان) گل پیروزی بخش این تیم را به ثمر رساند تا نهصدمین گل تیم استقلال در لیگ برتر جام خلیج فارس را به نام خود ثبت کند.
او سرانجام در شهریور ۱۴۰۲ برای خالی شدن لیست بازیکنان بزرگسال باشگاه استقلال جهت اضافه شدن بازیکنان خارجی استقلال توسط جواد نکونام از لیست بازیکنان استقلال کنار گذاشته شد.

### ذوب آهن
سبحان خاقانی پس از جدا شدن از استقلال در تاریخ ۱۴ شهریور ۱۴۰۲ به ذوب آهن پیوست سبحان که مدتی کمی بود به ذوب آهن پیوسته درحال درخشش بود و توانسته بود جزو تیم منتخب هفته هفتم لیگ برتر باشد  دوباره دچار مصدومیت از ناحیه رباط صلیبی شد و ادامه لیگ بیست و سوم را از دست داد.

## افتخارات

### تراکتور
جام حذفی
- قهرمان(۱): ۱۳۹۹–۱۳۹۸

### استقلال
لیگ برتر
- قهرمان (۱): لیگ برتر فوتبال ایران ۰۱–۱۴۰۰

جام حذفی
- نائب قهرمان(۱): ۱۴۰۰–۱۳۹۹

سوپر جام
- قهرمان (۱): سوپر جام فوتبال ایران ۱۴۰۱